# Эльф (пистолет-пулемёт)
Эльф (укр. Ельф) — пистолет-пулемёт, созданный киевским Конструкторским бюро специальной техники (КБ-СТ) в первой половине 1990-х годов.

## Конструкция
Конструкция пистолета-пулемёта внешне и по принципу работы очень напоминает израильский пистолет-пулемёт UZI, в ней использован принцип раннего выстрела и замедленной отдачи полусвободного составного затвора. 
Оружие состоит из 49 деталей и изготовлено по блочной (модульной) схеме — ствольный блок и блок спускового механизма, 62 % деталей пистолета-пулемёта изготавливали методом холодной штамповки, остальные 38 % на токарных и фрезерных станках.
Ствол пистолета-пулемёта с шестью полигональными нарезами с шагом 250 мм изготавливали по технологии обжатия трубной заготовки прокаткой и волочением, которую разработал кандидат технических наук Ю. Г. Розов.
«Эльф» был оснащён складным металлическим прикладом и имел дополнительную складывающуюся рукоятку в передней части ствольной коробки, в которой мог храниться запасной магазин.
Было разработано два варианта («Эльф-1» и «Эльф-2»), которые отличались массой затвора (310 грамм и 370 грамм) и конструкцией патронника. Оружие было предложено для вооружения спецподразделений СБУ и министерства внутренних дел Украины, но серийное производство начато не было.
После закрытия КБ-СТ в 2005 году пистолет-пулемёт «Эльф-2» под патрон 9х19 мм был предложен на экспорт киевской корпорацией ТАСКО (под наименованием 7ЕТ10).

## Тактико-технические характеристики
| Варианты                       | Эльф-1                                                   | Эльф-2                                                  |
| ------------------------------ | -------------------------------------------------------- | ------------------------------------------------------- |
| Тип                            | пистолет-пулемёт                                         | пистолет-пулемёт                                        |
| Принцип работы                 | полусвободный затвор                                     | полусвободный затвор                                    |
| Калибр                         | 9 мм                                                     | 9 мм                                                    |
| Тип патрона                    | 9×18 мм ПМ                                               | 9×18 мм ПМ 9×19 мм Parabellum                           |
| Количество нарезов             | 6 нарезов (полигональные)                                | 6 нарезов (полигональные)                               |
| Масса неснаряжённого оружия    | 2,45 кг                                                  | 2,5 кг                                                  |
| Масса снаряжённого оружия      | 25 патронов — 2,7 кг; 32 патрона — 2,77 кг               | 25 патронов — 2,807 кг; 32 патрона — 2,893 кг           |
| Длина                          | 360 мм (сложенный приклад); 560 мм (разложенный приклад) | 416 мм (сложенный приклад) 580 мм (разложенный приклад) |
| Длина ствола                   | 240 мм                                                   | 240 мм                                                  |
| Высота                         | —                                                        | —                                                       |
| Ширина                         | 38 мм                                                    | 38 мм                                                   |
| Боепитание                     | сменный коробчатый магазин на 25 или 32 патрона          | сменный коробчатый магазин на 24 или 32 патрона         |
| Начальная скорость пули        | 350 м/с                                                  | 452 м/с                                                 |
| Эффективная дальность стрельбы | 100 м                                                    | 150 м                                                   |
| Скорострельность               | 400 выстр./мин                                           | 450 выстр./мин                                          |
| Ресурс ствола                  | 10000 выстр.                                             | 10000 выстр.                                            |

## Музейные экспонаты

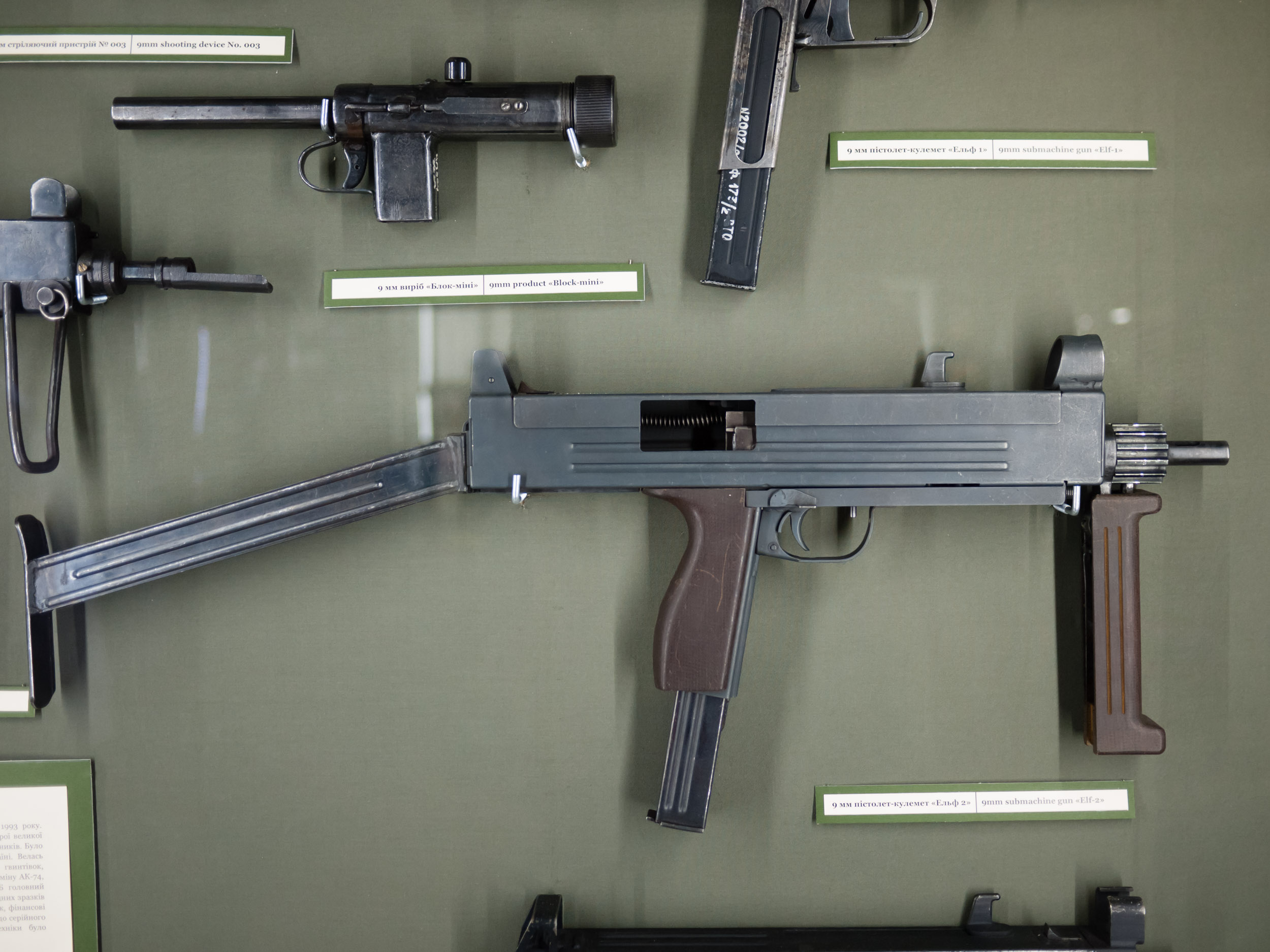
"Эльф-2"

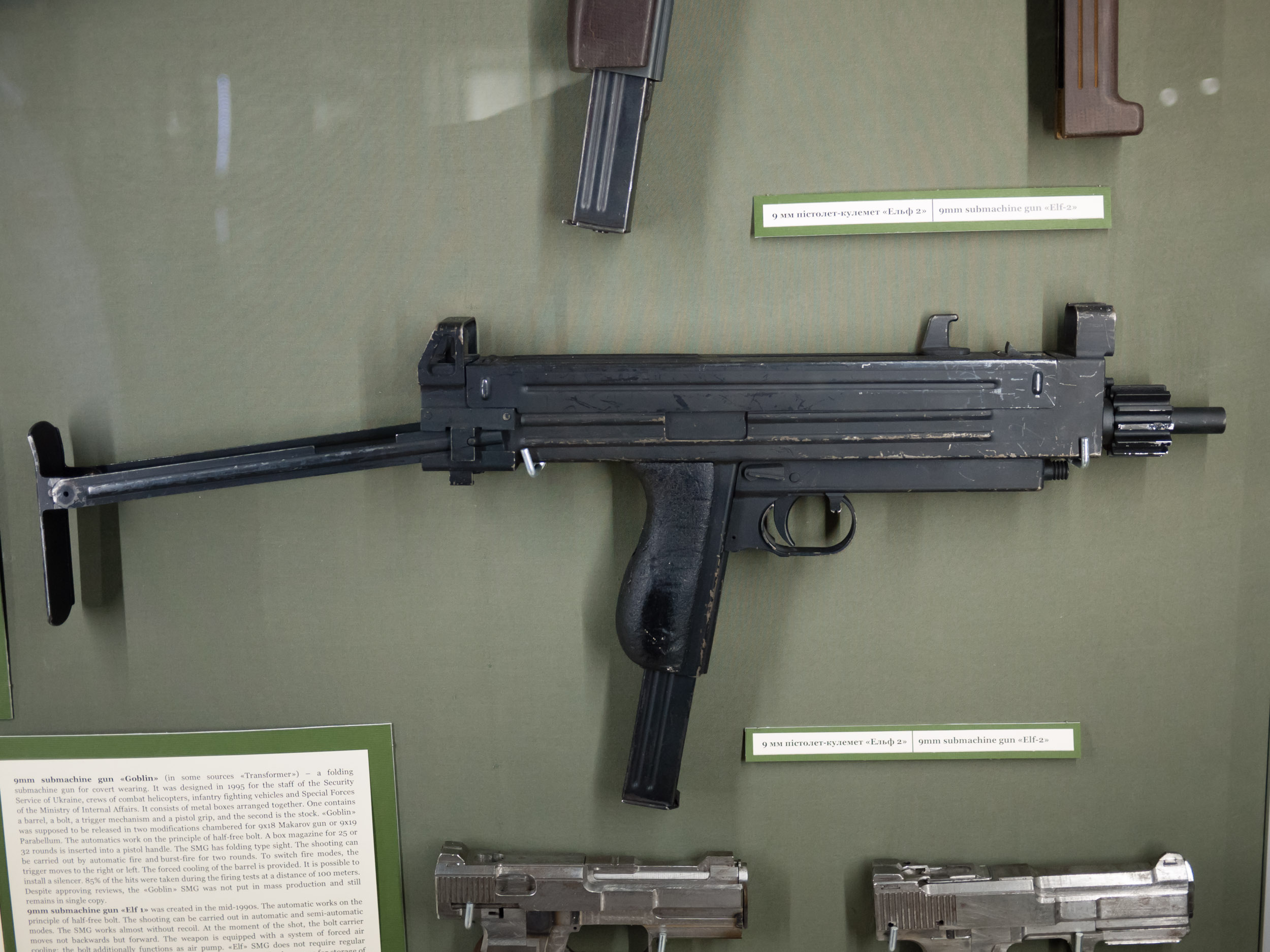
"Эльф-2"

Один пистолет-пулемёт «Эльф» и два «Эльф-2» являются экспонатами в национальном военно-историческом музее Украины в Киеве.